# Biopolítica

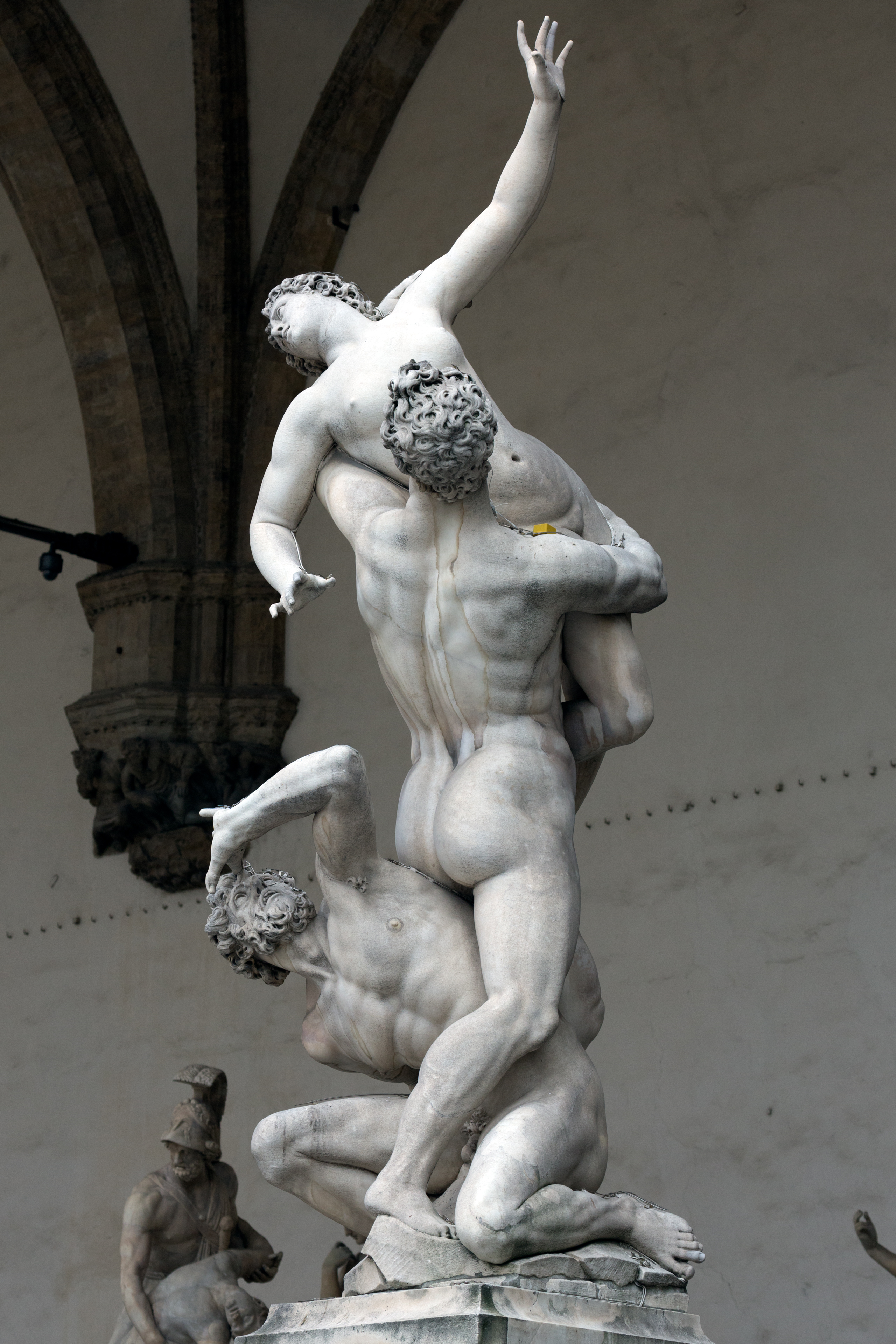
El rapte de les sabines, de l'escultor Giambologna, 1582

La Biopolítica és un concepte que al·ludeix a la relació entre la política i la vida, és a dir, és un camp interseccional entre la biologia i la política. El significat ve a ser exercir el poder no només sobre els territoris sinó mitjançant els individus que hi habiten. Té un significat que va en paral·lel amb el de biopoder. La biopolítica seria llavors el tipus de política i de gestió que cerca aquest biopoder.
El terme va ser ideat per Rudolf Kjellén, un politòleg que també va plantejar el terme geopolítica en la seva obra Les grans potències (The Great Powers), del 1905. Kjellén va intentar estudiar "la guerra civil entre grups socials" (que comprenia l'estat) des d'una perspectiva biològica i així va anomenar a aquesta disciplina "biopolítica". En la visió organicista de Kjellén, l'estat era un organisme quasi biològic, una "criatura superindividual".
Les formes més moderades serien posteriorment teoritzades per en Foucault, i, amb agressivitat creixent trobaríem els pogroms, el genocidi cultural, la neteja ètnica, i, dins d'aquesta, la situació extrema del genocidi.

## Definicions del terme
1. En la teoria orgànica de Rudolf Kjellén, l'estat es defineix com un organisme quasi biològic, un "ésser superindividual". Kjellen pretenia investigar la "guerra civil entre grups socials" (inclòs l'estat) des d'un punt de vista biològic, que es reflecteix en el terme "biopolítica".
2. Els nazis també empraren aquest terme. Per exemple, el Hans Reuter ho va utilitzar en un discurs de 1934 per referir-se a la raó biològica del concepte de nació i estat i, en última instància, a la seva política racial.
3. Morley Roberts,  al seu llibre Biopolítica de 1938, argumenta que el model correcte per a la política mundial és la "lliure associació de cèl·lules i colònies de protozous".
4. Robert E. Kuttner va utilitzar el terme per descriure el "racisme científic"
5. A l'obra del Michel Foucault  - administració pública, que regula la població a través del "biopoder" (l'aplicació i influència del poder polític en tots els aspectes de la vida humana).
6. A les obres de Michael Hardt i Antonio Negri -  aixecaments anticapitalistes que utilitzen la vida i el cos com a armes (fins al terrorisme suïcida). Concebut com el contrari del biopoder, que es veu com la pràctica de la sobirania en un entorn biopolític[5]
7. Declaració política de la bioètica .
8. Sobre l'espectre polític  - reflecteix posicions amb relació a les conseqüències sociopolítiques de la revolució biotecnològica[6][7]
9. Campanyes per donar suport (o prohibir) l'ús de la biotecnologia[6][7]
10. Polítiques públiques amb relació a l'aplicació de la biotecnologiaica.[6][7]
11. Campanyes polítiques conservacionistes/ecologistes[8]
12. Política de bioregionalisme (el concepte de la prevalença dels interessos biològics sobre els nacionals, el consum de productes locals, el cultiu de plantes locals)
13. La interacció i estudis interdisciplinaris relacionats amb la biologia i la ciència política,[9] principalment l'estudi de la relació entre la biologia i el comportament polític.[10] La majoria d'aquests treballs coincideixen en aspectes fonamentals com ara que l'objecte d'investigació és principalment el comportament polític, que —i aquest és el supòsit subjacent— és causat d'una manera substancial per factors biològics objectivament demostrables. Per exemple, la relació de la biologia i l'orientació política, però també els correlats biològics del partidisme i el comportament de vot.[11] (Vegeu també sociobiologia.)

## Història
Ja a mitjans del segle xix, diversos científics i filòsofs van intentar estudiar la influència de les ciències naturals en la política i la societat. En el marc del vitalisme, Arthur Schopenhauer, Friedrich Nietzsche, i Gabriel Tarde escriuen sobre la biocràcia, el cos com a qüestió filosòfica, els desitjos i les creences. A principis del segle xx, els autors que parlaven de geopolítica van començar a combinar "bios" i "zoe" en les seves obres. Entre ells hi havia Rudolf Kjellén, el primer que va utilitzar el terme "biopolítica". A la unió del conductisme i la cibernètica es troben les obres d'Aaron Starobinski, en concret, "Biopolítica" (La biopolitique, 1960) .
Tanmateix, la biopolítica només va aparèixer com una disciplina independent als anys vuitanta gràcies a Michel Foucault. Va definir el biopoder com “la política anatòmica dels individus” .
A la dècada de 1990 es van publicar les obres d'un altre clàssic contemporani de la biopolítica, Giorgio Agamben, que es dedicaven a la sobirania i a la "vida nua". Gràcies a Agamben, la recerca en el marc del neovitalisme va rebre un impuls: Antonio Negri va escriure sobre la producció biopolítica, Roberto Esposito -sobre la política i la política de la vida que impera sobre la vida. Eugene Tucker va parlar sobre el treball mort i biomaterial, i Nicholas Rose va parlar del "biocapital" i l'ètica somàtica.

## Biopolítica i cosmisme rus
Nikolai Fedorov, Konstantin Tsiolkovsky, Alexander Bogdanov, Valerian Muravyov i altres són de vegades referits a les files dels creadors de la «biopolítica de la immortalitat» o bio-utopistes .
A finals del segle xix, N. Fedorov, a la seva obra "Filosofia de la causa comuna ", va presentar la idea de desenvolupar un projecte, l'essència del qual era crear condicions sociopolítiques i tecnològiques per a la resurrecció de totes les persones. que han viscut mai a la Terra. Amb aquesta finalitat, va proposar “museitzar” la vida creant museus gegantins a partir d'estats, en els quals s'hi col·locarien totes les persones que han viscut, que han ressuscitat d'entre els morts i esdevenen obres d'art. És a dir, l'estat va ser concebut com un museu de la població, que s'encarrega del conjunt de la col·lecció, de la conservació i restauració de cada exposició individual, així com de la resurrecció i la vida eterna de cada persona. Això vol dir que l'estat està obligat a superar els límits de la mort i el biopoder a esdevenir total.
Va argumentar que gràcies a la fusió d'espais de vida i museus, el biopoder es convertirà en una tecnologia de vida eterna organitzada socialment, que no reconeixerà la mort humana. Aquest ja no és un govern "democràtic", perquè ningú espera de les exposicions dels museus que escolliran un governant per a ells mateixos, que s'ocupi de la seva seguretat.
En la presentació de Fedorov, l'home modern és percebut com una cosa, un cos entre cossos. Una persona tan moderna ha d'aguantar el fet que la tecnologia estatal el tracti d'una manera adequada. Tanmateix, està disposat a sacrificar el seu estatus habitual en nom de la vida eterna per a totes les persones, l'objectiu principal declarat pel nou govern. V. Muravyov creia que en el futur, les diferències de gènere entre les persones serien abolides i es crearia un mètode completament artificial de reproducció humana, basat en la pràctica de la còpia tècnica (de fet, la clonació).
K. Tsiolkovsky va arribar a la conclusió que el cervell humà és la part material de l'Univers. Tots els processos que ocorren al cervell reflecteixen els processos que ocorren a tot l'Univers, com a resultat dels quals la voluntat de l'Univers es converteix en la voluntat de cada individu individual. Proposa la idea de la selecció natural, que decideix quin cervell expressa millor la voluntat de l'univers. A més, els "éssers superiors" tenen el dret i fins i tot l'obligació de destruir els "éssers inferiors" com les males herbes del jardí. Al mateix temps, K. Tsiolkovsky no va excloure la possibilitat que la humanitat siguin éssers inferiors.
L'autor modern B. Groys aplica el concepte de biopolítica interpretat per M. Foucault, coincidint amb una idea important per al cosmisme rus: la superació de la mort, que, en la presentació de Foucault, és un límit natural per a la intervenció del biopoder en la vida del població. B. Groys veu la sortida en combinar els esforços del pensament científic i tècnic, la voluntat política i l'art, capaços de superar la injustícia del món, "tancat en un mode de mortalitat", i contribuir al regnat del biopoder total, la finalitat del qual seria trobar una cura per a l'envelliment i la mort per a cada ciutadà:

Boris Groys "Cosmisme rus", 2015:
L'estat ja no pot permetre que les persones morin de mort natural i permetre que els morts descansin en pau a les seves tombes. L'estat està obligat a superar els límits de la mort. El biopoder ha de ser total.

## Definició del terme d'en Foucault
El concepte biopolítica va adquirir notorietat a partir del desenvolupament a l'obra del Michel Foucault, que el definí per primer cop en el seu cicle de conferències "Hem de defensar la societat" al Collège de France entre 1975 i 1976. El concepte de biopolítica de Foucault és en gran part un derivat del seu propi concepte de biopoder (aquí Foucault inclou en el concepte de poder la pràctica de la cura de la salut, la regulació de l'herència i els riscos de regulació associats a la salut física), és a dir, estem parlant de la extensió del poder estatal sobre el poder físic i polític de la població. Per aquesta raó, es sol considerar aquest autor com el responsable de la introducció d'aquest neologisme en el món acadèmic.
Tot i així, i segons Roberto Esposito, probablement el primer en encunyar aquest mot fou el filòsof suec Rudolf Kjelén, qui va ser també l'autor de la noció de geopolítica. Per a aquest autor, a diferència d'altres, l'Estat no és una entitat jurídica nascuda d'un contracte social, sinó que cal entendre'l com un conjunt de persones que actuen com un organisme únic, alhora espiritual i corpori. A partir d'aquí, la biopolítica fou definida com la política de la vida biològica i cultural de les societats, que es materialitza en l'existència de l'Estat. Aquest sentit del terme "biopolítica" emprat per Kjellen, tot i que ben documentat per Esposito, no apunta però al mateix focus que la perspectiva de Focault, de manera que hi hauria una coincidència de terminologia però no de semàntica.

### Les estratègies Focaultianes de poder
L'any 1976, a Salvador de Bahia, Michel Foucault va reprendre l'anàlisi del funcionament real del poder emprant les categories de biopolítica i disciplina (o anatomopolítica) que havia iniciat dos anys abans a Rio de Janeiro. Argumentà que pel que feia als interessos del capitalisme, l'antic “sistema de poder” sobirà tenia dos grans defectes:
- “... el poder polític, tal com s'exercia en el cos social, era un poder molt discontinu”, se li escapaven massa coses (la majoria de coses en realitat: activitats de contraban, crims, etc.). D'aquí una primera preocupació, com "... passar d'un poder lacunar, global a un poder continu, atòmic i individualitzador: que cadascú, que cada individu en ell mateix, en el seu cos, en els seus gestos, pugui ser controlat, en lloc de controls globals i de massa".
- “El segon gran inconvenient dels mecanismes de poder a la monarquia és que eren excessivament cars." El poder "... era essencialment el poder de recaptació". I lluny d'afavorir i estimular el flux econòmic, en va ser obstacle. D'aquí una segona preocupació: "trobar un mecanisme de poder tal que, al mateix temps que controli les coses i les persones fins al més mínim detall, no sigui ni car ni essencialment depredador per a la societat, que s'exerceixi en el mateix sentit que el procés econòmic”.[17]

És a aquestes dues preocupacions que volen respondre els sistemes disciplinari i biopolític. La direcció que pren el poder és: controlar el més finament possible, el més econòmic possible i també més ràpid, per afavorir el desenvolupament econòmic. Les societats disciplinàries haurien assolit el seu apogeu a principis del segle XX i les succeiria un altre tipus de societat que Gilles Deleuze, tot i afirmar seguir Michel Foucault, va anomenar cap al final de la seva vida les "societats de control".

## Biopolítica anterior a l'apacició del terme
Un exemple proposat per en Foucault seria el cas dels leprosos a l'edat mitjana, la lepra es curava excloent al malalt de la societat. Considerada com un càstig de Déu, la malaltia inspira un veritable terror. Durant una cerimònia, la separatio leprosorum, el lepros és declarat civilment mort i exclòs de la comunitat. En algunes diòcesis, fins i tot assisteix, amagat, al simulacre del seu propi enterrament abans d'incorporar-se a la colònia de leprosos. Aquesta exclusió, geogràfica, civil, de la comunitat física n'assegura la inclusió, cultural i divina.
“El pecador que deixa el lepros a la seva porta li obre la salvació"
El lepros va a viure a l'espai que ocupa la colònia de leprosos en la geografia física i social: a les portes de la ciutat. De la mateixa manera que la seva exclusió de l'ordre humà comporta la inclusió soterològica del lepros (l'obre a la salvació), el leprosista insisteix, en la seva visibilitat marginal, a recordar constantment aquesta separació i aquesta maledicció divina, el poder del diví.
Altrament, tot i que el terme sigui etimològicament nou, la biopolítica és tan antiga com la humanitat, i l'han emprat tota classe de règims autoritaris i dictadures, si bé en un concepte més ampli que inclou alienació de la població, i/o substitució de la població, en definitiva la dinàmica artificial de poblacions.

## Caçera de bruixes

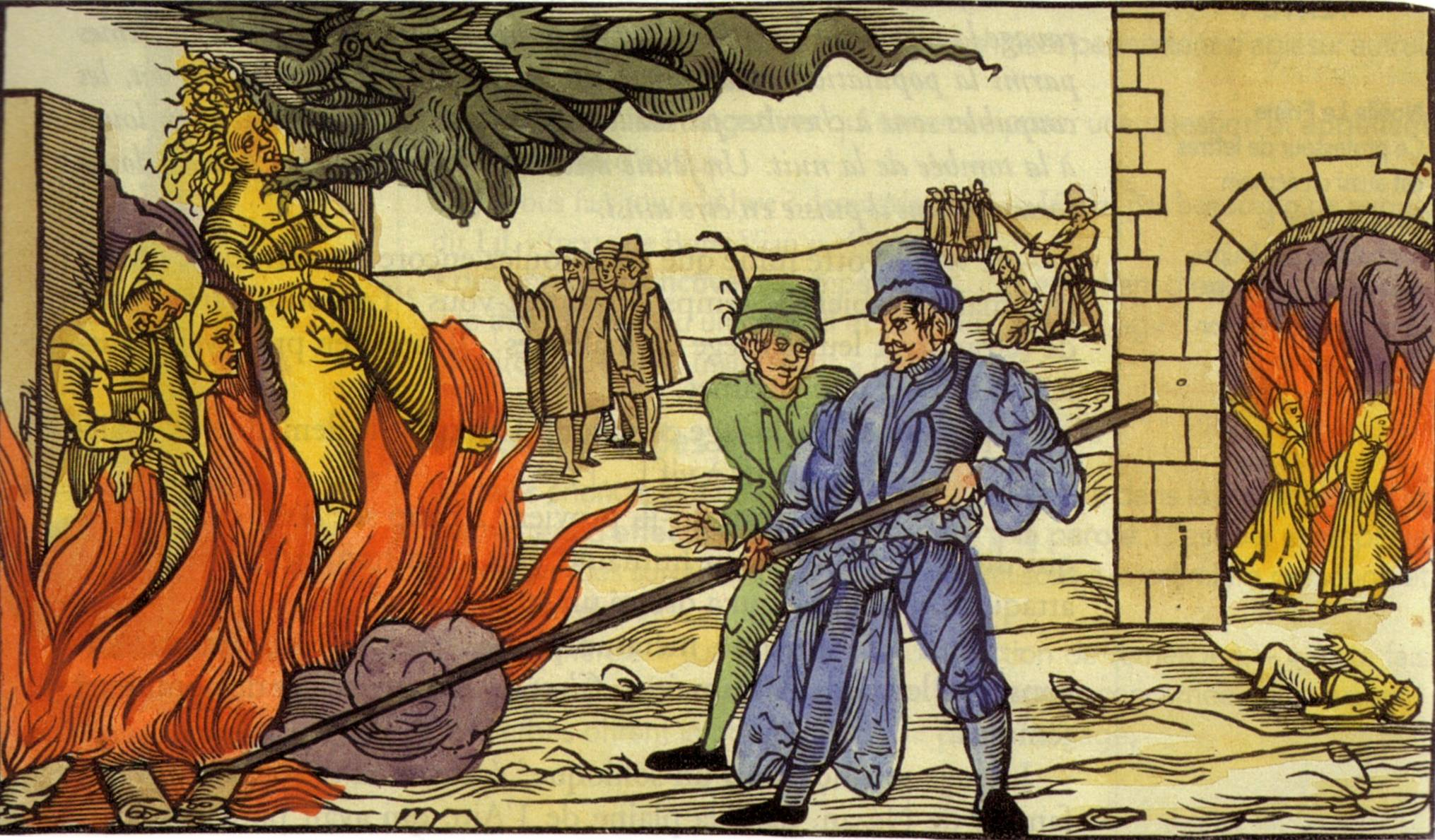
Bruixes a la foguera a Derenburg, Alemanya,1555

La caça o cacera de bruixes és un fenomen de la fi de l'edat mitjana i el renaixement a Europa occidental, un conjunt de mesures inquisitorials contra persones sospitoses de bruixeria, inspirat pel llibre Malleus Maleficarum (El martell de les bruixes), del 1486. El moviment va desencadenar-se el 1484, després de la butlla papal Summus desiderantes affectibus del papa Innocenci VIII. El moviment no va limitar-se a les regions catòliques, i envaí també els estats protestants d'Alemanya.
Milers de persones, quasi la totalitat dones, van morir durant tres segles, les persecucions tot i compartir uns factors comuns, van prendre diferents característiques segons el temps i l'espai. Entre els anys 1616 i 1622, unes quatre-centes dones d'arreu de Catalunya van ser acusades i ajusticiades pel fet de ser considerades bruixes.

## Edat Moderna a Espanya
L'expulsió de jueus i l'expulsió dels moriscs tingueren una base político-religiosa, a més d'econòmic d'espoli de les propietats dels expulsats. Afegint les exigències de puresa de sang i la Inquisició, tot plegat esdevé una neteja ètnica que s'allarga en forma de genocidi cultural.
Posteriorment, immediatament posterior a la guerra de successió, i coincidint amb repressió als territoris de la Corona d'Aragó, tingué lloc la Gran Batuda contra els gitanos.

## Biopolítica i marc colonial

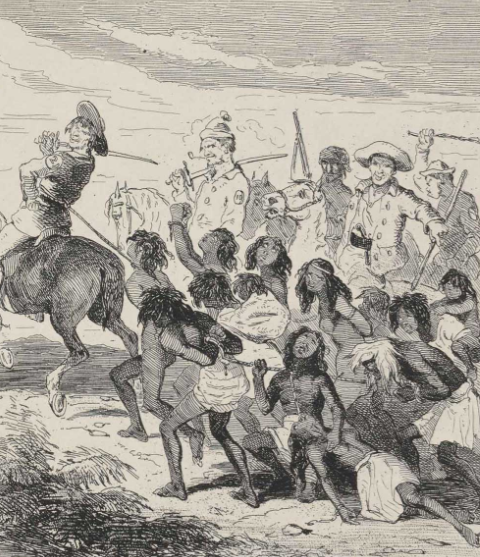
Aborígens australians massacrats per convictes

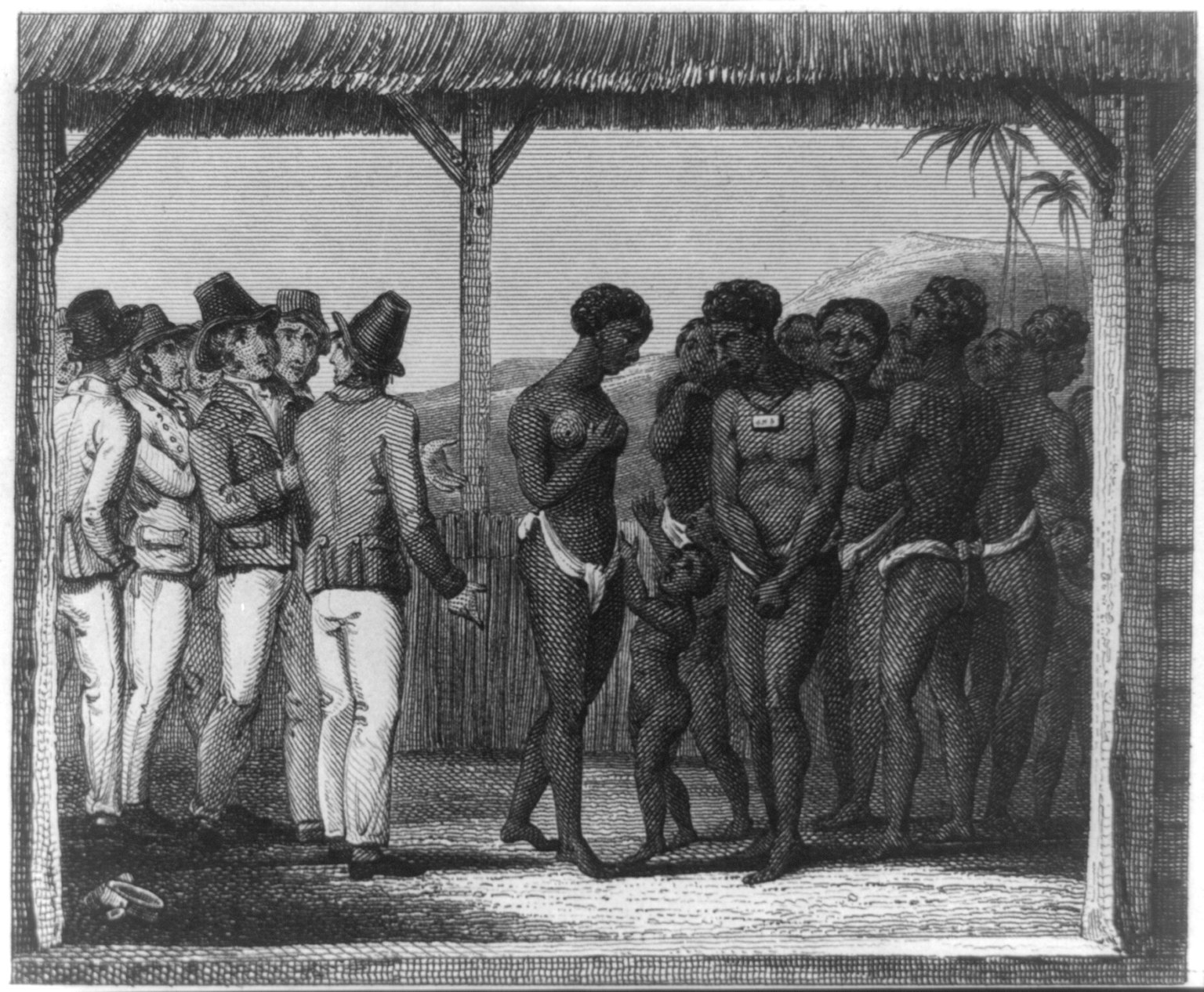
Esclaus en venda

La biopolítica, llegida com una variació del Biopoder de Foucault, ha demostrat ser un concepte substantiu en el camp dels estudis postcolonials. El terme de Foucault fa referència a la intersecció entre el poder (polític, econòmic, judicial, etc.) i els individus en singular. Segons els teòrics postcolonials, dins l'entorn colonial hi ha presents diversos mecanismes de poder que consoliden l'autoritat política del colonitzador. La biopolítica seria, doncs, un dels mitjans emprats per una força colonitzadora per controlar el territori mitjançant el control dels seus habitants.
Edward Said, a la seva obra Orientalisme, va analitzar els mitjans pels quals les potències colonials racionalitzaven la seva relació amb les societats colonitzades que habitaven a través de mitjans discursius, i com aquests discursos continuen influint en les representacions modernes d'Orient. Franz Fanon hi va aplicar un marc psicoanalític a les seves teories de la subjectivitat.

### Llatinoamèrica

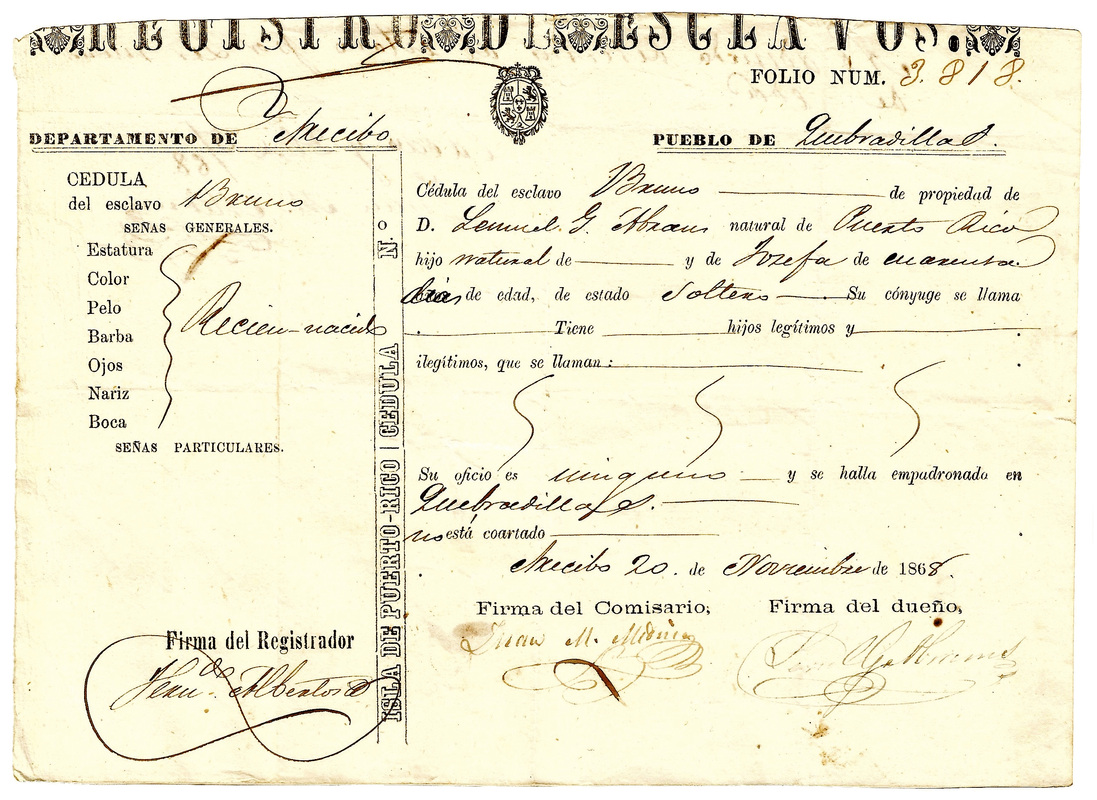
Llibre registre d'esclaus. 1868

La davallada poblacional dels indígenes llatinoamericans per les malalties i esclavisme fou un gran problema per a les polítiques d'enriquiment Espanyola i Portuguesa. La solució fou la substitució poblacional mitjançant esclaus duts de l'Àfrica i un sistema de castes socials basats en la puresa de sang.

### Irlanda
Atenent que les catàstrofes es mobilitzen periòdicament com a vehicles de transformació històrica, els estats europeus sovint es trobaven lluitant amb les propensions sociobiològiques de les poblacions. En el cas de la fam, l'estat modern depenia de proporcionar una dieta suficient per mantenir els treballadors que precisava el capitalisme industrial. Els britànics van desenvolupar la biopolítica juntament amb la colonització per ajudar a consolidar el seu control sobre els irlandesos.

### França
Es discuteix sobre el paper colonial de la Tercera República Francesa a l'Àfrica Occidental si les millores sanitàries van respondre a un desig civilitzador o a una biopolítica que reforçés els esforços colonials.

## Biopolítica al s. XX
No manca exemples de biopolítica a nombrosos països, bé a la manera antiga de control, selecció i substitució de poblacions autòctones, bé emprant els nous mitjans de control i propaganda de mases que proporciona la tecnologia del s. XX.
Els casos més cridaners són de substitució de poblacions promocionant una allau migratòria, com ara la política xinesa al Tibet o la Marroquina al Sàhara occidental. El cas de selecció i substitució de poblacions, no només hi ha una intencionalitat política, sinó que sovint hom hi pot trobar una relació ètnica, atès que es cerquen individus afins a un poder aliè al territori. També es poden esmentar els centres de reeducació en països comunistes i l'internament de dissidents a centres psiquiàtrics.

### Llei d'assimilació australiana
Entre el 1910 i el 1970 uns 160.000 aborígens patiren d'una manera o altra la Llei d'assimilació australiana, que promovia el segrest de nens aborígens per a ser educats com a blancs i integrats racialment, especialment les nenes, mitjançant el matrimoni amb homes blancs. A més de la llei, hi hagué literatura al respecte, com el llibre Australian's coloured minority, de l'Octavius Neville, on es describia la dilució racial indígena a través de les barreges, i volent testimoniar que "l'emblanquiment" de la pell era possible. Del conjunt de nens sostrets a les famílies se n'ha dit les generacions robades.

### Genocidis de l'Imperi Otomà
A les dècades finals de la seva existència, finalitzada el 1923, l'Imperi Otomà va realitzar matances de caràcter ètnic:
- Genocidi armeni: El genocidi armeni va ser un conjunt de matances i deportacions massives de població armènia[25] de l'actual territori de Turquia efectuades per l'Imperi Otomà entre 1915 i 1923,[26] especialment durant el règim dels Joves Turcs. És considerat el segon genocidi modern, després de l'extermini dels hereros de Namíbia per part d'Alemanya, i el primer a utilitzar un sistema complex de deportació i extermini.[27]
- Genocidi assiri: El genocidi assiri és com es coneix la matança indiscriminada de població assíria a l'Imperi Otomà i a la veïna Pèrsia per part de tropes otomanes[28][29] en el marc de la Primera Guerra Mundial, en conjunció amb els genocidis armeni i dels grecs pòntics.[30]
- Neteja ètnica de grecs pòntics: El genocidi grec (també anomenat genocidi dels grecs pòntics) és un terme controvertit usat per referir-se als esdeveniments als quals es van veure enfrontats els grecs pòntics abans i durant la Primera Guerra Mundial. L'ONU no reconeix que hi hagués genocidi. La neteja ètnica inclogué massacres, deportacions forçoses, incloses marxes de la mort a través del desert sirià,[31] expulsions, execucions sumàries, i la destrucció dels monuments culturals, històrics i religiosos de l'església ortodoxa grega.[32] Centenars de milers de grecs otomans moriren en aquest període[33] i la majoria dels supervivents fugiren a Grècia.[34] i Rússia.

### Biopolítiques nacionalsocialista i estalinista

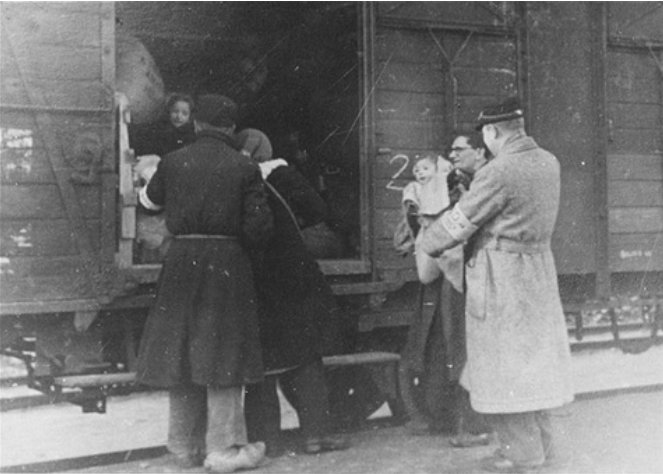
Deportació de presoners de Westerbork cap als camps d'extermini, en trens de càrrega, pel règim nazi durant la Segona Guerra Mundial. Països Baixos, 1944–1945

És evident que els règims nacionalsocialista i soviètic excerciren una ferotge biopolítica sobre els ciutadans. Són accions en paral·lel a la construcció de l'home nou. Aquests règims dugueren a l'extrem la biopolitica, arribant a perpetrar neteja ètnica i genocidis:
- Holodomor, Ucraïna dècada de 1930 a l'URSS sota el règim de Stalin, crim comès contra el poble ucraïnès.
- Gran Purga (dècada de 1930) a la Unió Soviètica sota Stalin, perpetrada tant contra la població en general com dins del Partit. 1937 en fou l'any més cruent.
- Holocaust (1933 - 1945), perpetrat pels nazis a Europa. Tenia com a objectiu l'extermini complet de minories com ara els jueus o gitanos, així com de persones pertanyents a grups considerats com a "indesitjables", com els homosexuals.
- Porrajmos a Europa (1933 - 1945), nom amb què es coneix l'assassinat massiu de gitanos pel règim nacionalsocialsita alemany durant l'Holocaust.

### Biopolítica franquista
Hi ha diversos estudis sobre la biopolítica franquista en les seves diferents vessants, dures durant la guerra i postguerra, i toves en la postguerra. A més de la repressió contra els opositors pròpia de les dictadures també hi ha una vessant biopolítica de formació de l'individu per un costat, i formació de la "nació" per l'altre, continuant la labor destructora de minories nacionals per part de l'estat nació espanyol i el nacionalisme espanyol corresponent.
Des d'un punt de vista Foucaltià, segons en Salvador Cauyela, la constitució dels éssers humans en subjectes eticopolítics ve precedida per la inclusió en una comunitat política, per l'aprehensió de certes formes d'entendre'ns nosaltres mateixos, als altres i al món, així com per efecte de relacions de poder i de saber als diferents espais socials. En Cayuela ho analitza desde la perspectiva d'en Foucault, i divideix el règim del General Franco en dues etapes diferenciades, una primera que abastaria des del 1939 fins al 1959, i una segona que s'estendria des d'aquest darrer any fins al final del règim el 1975. Per a cadascuna de les dues etapes analitza el naixement, desenvolupament i funcionament de tota una sèrie de dispositius biopolítics i disciplinaris, emmarcats alhora en tres àmbits diferents encara que mútuament interconnectats: l'econòmic, el medico-social i l'ideològic. Així, en cadascun d'aquests àmbits, l'autor ha analitzat la manera d'actuar de mecanismes com el Front de Joventuts, el Sindicalisme Vertical, les assegurances socials, els discursos psiquiàtrics, la política econòmica del règim en les diferents etapes o el propi sistema educatiu, elaborant un mapa destinat a exposar les formes de conducció de conductes i fenòmens naturals propis de la “biopolítica franquista”. Com a exemple analitza sota aquesta perspectiva la conformació d'una particular forma de subjectivitat en el context de l'Espanya del tardofranquisme i la transició democràtica: el subjecte discapacitat, tot abordant diverses estratègies de govern de la discapacitat en tres espais d'anàlisi: la família, l'escola i l'hospital.
Així, i sempre dins del marc d'una "ontologia del present" encarregada de mostrar les "condicions històriques de possibilitat" d'allò que ens fa ser allò que som, i entendre els altres i el món d'una forma determinada, en Cayuela analitza així mateix el sorgiment d'una forma de subjectivitat idiosincràtica del règim franquista, és a dir, l'homo patiens. Dibuixat de forma no premeditada, es tractaria d'un "subjecte" pacient, resignat, estoic, sotmès a la realitat de les seves circumstàncies, peça clau al sosteniment de la dictadura i veritable "obra predilecta del règim".
És evident la distància entre la propaganda (l'home nou) i la realitat cercada (l'homo patiens) per aconseguir una societat contemplativa davant la corrupció econòmica i moral del franquisme.

#### Eugenèsia

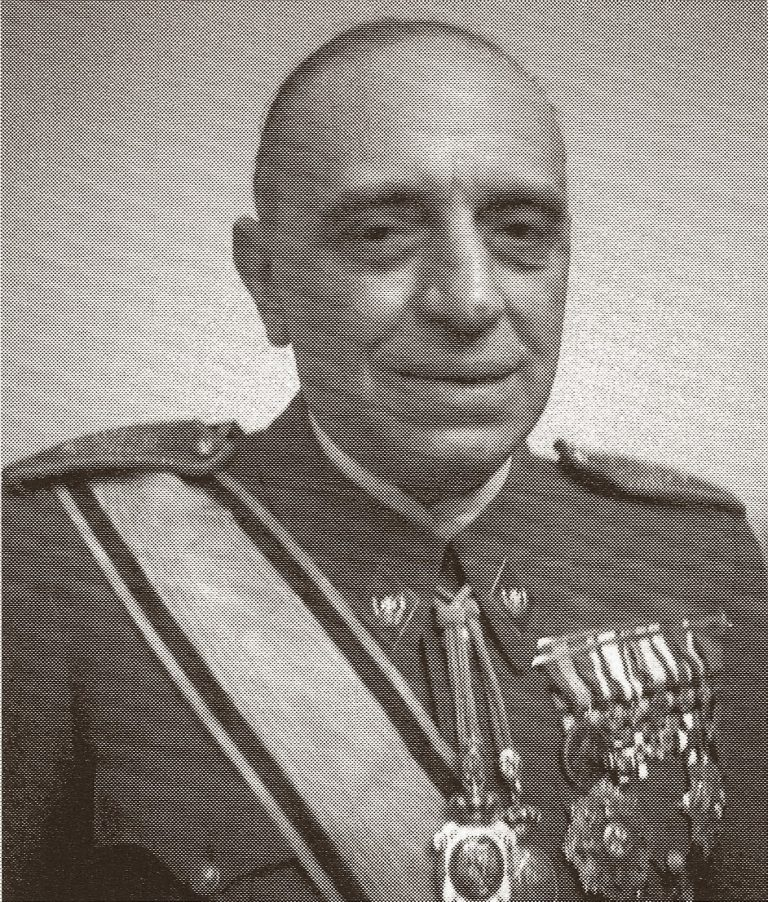
Juan Antonio Vallejo-Nájera

Atès que a Espanya no hi ha formalment grups racials, hi ha un estol de psiquiatres (Vallejo-Nágera, López Ibor, Echalecu y Canino, Valentín Guerra, Rafael Salillas, etc.) que propugnen una política eugenèsica per a depurar la raça, bé durant la guerra, bé a la postguerra.

#### Selecció d'individus
En el primer terç del s. XX hi havia un viu debat eugenecista i racista, a cavall de la confluència del degeneracionisme i el regeneracionisme espanyol. Diversos científics i intelectuals franquistes proposaren una selecció racial. Entre les moltes afirmacions i propostes es poden escollir tres, una del Felipe Aparicio Sarabia:
«La guerra de España ha puesto sobre el tapete el problema impostergable de las purificaciones... La población española del porvenir ha de ser rígidamente controlada. Y para ello hay que partir de la purificación, o sea una previa selección que defina a los habitantes… no solo en el interior de España, sino también en el exterior… Se opondrán a ellas los indeseables, los malvados…»
una altra de l'Antonio Vallejo-Nágera que proposava la guerra com a ambient que permetia fer una selecció sense desatendre els mandats cristians:
«En política racial, pueden seguirse dos criterios: el genetinista y el conductista. Propugnan los genetinistas la selección de los biotopos de buena calidad y la eliminación de los inferiores biológicos... Los conductistas actúan modificando las condiciones ambientales que obran sobre el biotipo, con el objeto de alcanzar su mejoramiento progresivo en el curso de las generaciones. Regenerar la raza a beneficio de la selección de los mejores tiene la contrapartida de la eliminación -imposible y anticristiana- de los genotipos deteriorados... La degeneración de la raza hispana -en lo que respecta a la pérdida o decrepitud de los valores raciales éticos específicos y adquisición de taras morales incrustadas en el genotipo- proviene del mefítico ambiente espiritual... Han florecido al calor de la guerra con extraordinario vigor, los gérmenes de regeneración de la raza... Es el yunque de la guerra instrumento apropiado para forjar los grupos selectos, pues elimina de las filas de combatientes a los de mal temple de espíritu e ínfima calidad biológica. Tiene la guerra el inconveniente de que sucumben muchos de los mejores, por ser los que más se arriesgan. Serán los héroes supervivientes los regeneradores de la raza. De los cobardes y de los emboscados no puede esperarse otra progenie que la raquítica de cuerpo y de espíritu. Ha de concederse al héroe del frente... la calidad de selecto, por su vigor físico y su temple moral... Selección de los mejores en el frente; luego forja en la retaguardia para que retornen al combate con la responsabilidad del mando... Constituyen las Academias militares el modo ideal pera formar la aristocracia eugenésica que propugnamos en nuestro «Programa de Higiene Racial...»
I la darrera del Juan José López-Ibor, anys després de la guerra
«Se ha sentido… España, quebrantada en la misma médula de su historia, y... han chocado en su superficie, de un modo más puro, las fuerzas positivas y negativas. Así, el español, en esa terrible purificación de la guerra, se ha podido purificar como pueblo y como destino, y tras la noche oscura de una vida sin profundidad, entregado a remediar su necesidad cotidiana, ha sentido la iluminación súbita de su propia esencia»

##### Desapareguts del franquisme
A més de la guerra i els judicis sumaríssims, no es poden deixar d'esmentar els milers de desapareguts durant la purga ideològico-eugenèsica

##### Nens robats
Per un altre costat, en el cas del Franquisme vist des d'una biopolitica àmplia, que inclogui la dinàmica artificial de poblacions, es pot esmentar com un exemple de selecció poblacional el robatori de nens republicans, donats en adopció a famílies afectes, de manera que creixin com a fidels seguidors de les consignes franquistes i com a tals fàcilment controlables. Segons "Racisme i supremacisme polítics a l'Espanya contemporània", si bé "en aquell moment era normal el robatori d'infants a mares solteres a països feixistes com Itàlia o ultracatòlics com Irlanda, la diferència era que a Espanya es robaren també a dones casades (empresonades o amb el marit empresonat). Els robatoris espanyols a famílies són semblants als robatoris d'infants en algunes zones ocupades pels nazis (per exemple en determinades zones poloneses que els nazis consideraven àries), on la raça es considera correcta, però no el medi familiar". A més de consideracions político-religioses, com es pot inferir, a vegades hi ha un substrat ètnic en aquest tipus de conductes, o amb implicacions que apunten al degeneracionisme.

Això encaixa amb els postulats que l'any 1939 pronunciaria en Vallejo Nágera al llibre La locura y la guerra, com ara:
“la ideologia depenia de una predisposició genètica observable en el fenotip, però actuant sobre l'ambient es podia modificar aquests gens nocius”

##### Eugenèsia mitjançant internament a centres psiquiatrics
Si bé durant la guerra i immediata postguerra s'empraren manicomis com a presons, potser com a evolució d'aquest règim carcelari en una institució psiquiàtrica, tot i que se n'ha esborrat el rastre, hi ha proves que indiquen l'internament, sovint de per vida, d'individus qualificats com a "rojos", però també de captaires. També hi ha constància de la pressió social sobre les mares solteres que podia arribar a l'internament en centres psiquiàtrics.

#### Dinàmica artificial de poblacions
Hi ha controversia entre els historiadors sobre els plans del franquisme vers la població catalana, atès que segons el doctor Franz-Berndt Speicher, professor d'història contemporània de la Universitat d'Hamburg, tenia intenció de desplaçar-la als territoris del protectorat francès al nord d'Àfrica, que en Franco volia que en Hitler l'hi cedis, i la repoblació de Catalunya i els territoris catalanoparlants amb gent d'altres llocs d'Espanya. Atesa la derrota de l'Eix a la segona guerra mundial, el règim franquista veié imposibilitzada aquesta deportació. Per això, la biopolítica franquista vers els Països catalans hauria tingut tres eixos:
- intensa purga política similar a la de la resta de la població espanyola, però afegint el factor cultural com a les raons polítiques[50]
- el Primer Plan de Desarrollo preveu un excés de mà d'obra agrícola, i una demanda de mà d'obra industrial, pel que es facilita l'emigració interior,[51] que es converteix en una promoció de l'emigració des d'altres zones d'Espanya.[52][53] L'emigració esdevingué de tal magnitud que arribà un moment en què va ser impossible d'asimilar/acollir, i alguns alcaldes catalans van demanar accions per aturar-la.[54]
- prohibició de l'idioma català i manifestacions culturals no castellanitzades, i ensenyament exclusivament en castellà[55][56][57][58][59][60]

En qualsevol cas, sigui o no com a causa de l'objectiu esmentat pel Gonzalo de Aguilera ("Ara espero que comprengui vostè què és el que entenem per regeneració d'Espanya... El nostre programa consisteix... a exterminar un terç de la població masculina d'Espanya"), el cert és que la població masculina dels Països catalans en general i de Catalunya en particular patí una dràstica davallada durant la guerra.

Quan a poc a poc les fàbriques recuperen l'activitat es fa evident que manca mà d'obra, pel que es promou la immigració des d'altres regions. Ara bé, la promoció de la immigració no s'atura quan ja no és precisa més mà d'obra, pel que es converteix en una onada substitutòria que en algunes poblacions arriba a guetificar la població autòctona. Hi ha controversia entre els historiadors de si això és fruit d'una biopolítica planificada o no, però es poden esmentar declaracions i documents, com les del Leopoldo Calvo Sotelo, antic ministre franquista i expresident democràtic, pertanyent a un llinatge de polítics ultraconservadors:
"La jugada maestra para nuestros intereses fue llenar Cataluña y Valencia de españoles"

"Hay que fomentar la emigración de gentes de habla castellana a Cataluña y Valencia para así asegurar el mantenimiento del sentimiento español que comporta"

Es pot afegir a aquestes afirmacions la recomanació del Consejo Nacional del Movimiento, a les seves sessions plenàries, el febrer de 1971, ponència «Defensa de la unidad nacional»,
"Hay que desechar la idea, por estéril, de que la unidad se puede imponer por la sola enérgica autoridad. Hay que buscar nuevos y eficaces caminos. Hay que llegar a conocer, descubrir cómo y por qué se forma la mentalidad del separatista y, conocido este origen, atacar sagaz, inteligentemente con firme energía sus causas. En este orden, la atención a la actividad asociativa de todo tipo, al deporte, a las manifestaciones culturales, etc. parece fundamental. (...) Las masas immigrantes del campo a los centros industriales vascos y catalanes, en medio de un ambiente lingüístico hostil, pueden convertirse en compañeros de viaje de un separatismo disgregador. (...) Debemos impulsar la implantación de "CASAS Y CENTROS REGIONALES" para evitar que los emigrantes, que vienen esforzándose por el engrandecimiento de Cataluña, sean presa del mesianismo de doctrinas sectarias"

#### La repressió laboral
Duta a terme en tots els àmbits productius, amb acomiadaments de lloc de treball, inhabilitacions laborals i professionals. Les organitzacions patronals realitzaven llistes de "rojos" o "sindicalistes" per evitar que entressin a les empreses. En el cas de membres de professions liberals, va ser duta a terme pels mateixos col·legis professionals, després de la seva corresponent depuració. Els funcionaris públics que havien servit durant la República van ser acomiadats d'acord amb la Llei de Depuració.

#### Ley de vagos y maleantes
L'anomenada Ley de vagos i maleantes fou una llei franquista que permetia la detenció discrecional, i que s'aplicava a qualsevol que no complís els estándards del règim, com ara homosexuals, proxenetes, gent sense ocupació, etc. Però afectà de forma molt particular als gitanos, que tenien presumpció de culpabilitat en qualsevol delicte. De fet, el col·lectiu gitano estava en el punt de mira de l'Estat espanyol de feia molt, com ara amb la Gran Batuda, i del règim franquista en particular, i tot i que no consta documentació i es desconeix si era un fet accidental o biopolítica planificada, hi ha testimoni de vagons de gitanos espanyols amb destinació els camps de concentració nazis.

### Pressió ètnica sobre els samis
A partir del segle segle XVII l'Estat i l'Església col·laboraren per forçar al poble sami a abandonar la seva religió. La pressió augmentà especialment després de la reforma Luterana, quan es van començar a requisar els tambors cerimonials sami, que es cremaven o bé s'enviaven als museus a l'estranger. Si es considerava que un sami posseïa poders de bruixeria se l'acusava de fetilleria. Durant aquest període molts samis la seva religió tradicional d'amagat a casa, mentre que els diumenges anaven a l'església. Al segle xix les autoritats noruegues posen la cultura sami sota pressió en intentar fer universal la llengua i cultura noruegues, arraconant la llengua i cultura sami cercant-ne l'extinció. En el costat suec i finlandès les autoritats eren menys militants en els seus esforços, tanmateix un desenvolupament econòmic fort del nord en general conduïa a debilitar l'estatus i economia per als Sami.
La pressió més forta es produí entre 1900 a 1940 aproximadament, quan Noruega invertia diners i esforços considerables per destruir la cultura sami. Per exemple, qualsevol que volia comprar o arrendar terres estatals per a l'agricultura a Finnmark havia de demostrar coneixements de llengua noruega. Un altre factor van ser les destruccions de guerra del nord de Finlàndia i Noruega els anys 1944 i 1945, destruint totes les cases existents i traces visibles de cultura sami.
A Suècia, el 1922 es fundà a Uppsala l'Institut Estatal de Biologia Racial (SIFR en suec), el primer centre del món destinat a investigar l'eugenèsia, i que seria imitat per l'alemany Institut Kaiser Wilhelm d'Antropologia, on va col·laborar el mateix Josef Mengele. Al capdavant del SIRF hi havia el metge Herman Lundborg, seguidor d'en Lombroso i defensor de l'"antropologia física", i que va pretendre classificar la població sueca en categories: "tipus germànic", "tipus sami", "tipus gitano" i "tipus rodamón". Per aquesta tasca, mesurava els individus, especialment els cranis, dedicant força atenció a les comunitats samis. A part dels intents de demostrar que eren braquicèfals (de crani curt) enfront dels germànics, que serien dolicocèfals (de crani llarg), tot plegat derivà en l'esterilització de milers d'individus.

### Països de l'antic Pacte de Varsòvia
En els països de l'antic Pacte de Varsòvia s'excercí un control sobre l'individu que arribava a delacions dins dels matrimonis o entre fills i pares. El paradigma fou el control exercit per l'Stasi a l'Alemanya oriental.

### Segregació racial als EUA
La segregació racial als Estats Units, com a terme general, fa referència a la segregació racial d'instal·lacions, serveis i oportunitats com ara habitatge, assistència mèdica, educació, ocupació i transport als Estats Units. El terme es refereix principalment a la separació legal i socialment afroamericans dels blancs, però també s'utilitza pel que fa a la separació d'altres minories ètniques de les comunitats principals majoritàries.
La segregació de iure va ordenar la separació de les races per llei, i va ser la forma imposada pels codis d'esclaus abans de la Guerra Civil i pels lleis dels Codis Negres i Jim Crow després de la guerra. La segregació de iure va ser prohibida per la Llei de drets civils de 1964, la Llei sobre drets de votació de 1965 i la Llei de l'habitatge just de 1968. En àmbits específics, la segregació havia estat prohibida anteriorment pel tribunal Warren i en sentències com la del cas Brown contra el Consell d'Educació que anul·laven la segregació escolar als Estats Units. La segregació de fet, o segregació de facto, és la que existeix sense sanció de la llei.
Una evolució d'aquesta segregació ja abolida és l'anomenat gerrymandering, la modificació de districtes electorals per afavorir determinats partits, que té com a principal conseqüència anular del vot de minories étniques.

### Esterilitzacions forçoses
Al marge de les polítiques eugenèsiques del s. XX sobre discapacitats a diversos països occidentals, hi ha nombrosa documentació d'esterilitzacions forçoses segons criteris ètnics o econòmics (persones marginals) a nombrosos països del món, des dels EUA, a la India, passant pel Perú.

### Apartherid sudafricà
L'apartheid va ser una política que esdevingué un sistema de segregació racial duta a terme entre 1948 i 1990 durant els governs del Partit Nacional a Sud-àfrica (i Namíbia mentre restà sota tutela sud-africana).

## Biopolítica alseglexxi
A mesura que avança la tecnologia, l'individu pateix un control i intrusió creixent en les seves accions, tant per part d'organitzacions gubernamentals com privades.

### Xina
Un cas paradigmàtic de la nova biopolítica és el de la Xina amb centres de reeducació, control facial als carrers mitjançant IA, i sistema de crèdit social segons el qual es determina les oportunitats laborals, educatives i econòmiques de l'individu i la seva família.

### Espanya

#### Extinció lingüística i cultural de minories nacionals
Sense aturar-se el desenvolupament de l'estat nació espanyol, després de la imposició del castellà durant la dictadura franquista, la democràcia consolidà un règim de bilingüisme, en el que progressivament s'ha teixit una teranyina de lleis i ajuts que privilegien el castellà respecte les altres llengües autòctones, que esdevenen la llengua feble del bilingüisme, i per tant, en absència d'altres estats on es parli, són sentenciades la desaparició a mitjà o curt termini.

#### Tribunal de comptes
El Tribunal de comptes és un tribunal comptable paral·lel a la justícia ordinària i amb funcions similars a altres existents a diferents països o a la mateixa Unió Europea. A Espanya la designació és totalment política per part del Congreso i sovint els seus càrrecs són antics polítics o afins als partits, pel que a la pràctica pot arribar a actuar com un tribunal polític, absolvent o condemnant de forma poc transparent al marge de la justícia ordinària. Atès que té la potestat d'embargar la fortuna i bens dels condemnats, esdevé una eina de biopolítica.

### EEUU
A l'ombra de la derrota electoral entre Trum i Biden, persisteix l'anomenat gerrymandering, la modificació de districtes electorals per afavorir determinats partits, que té com a principal conseqüència anular del vot de minories étniques o estrats econòmics.